# 伊勢崎陣屋

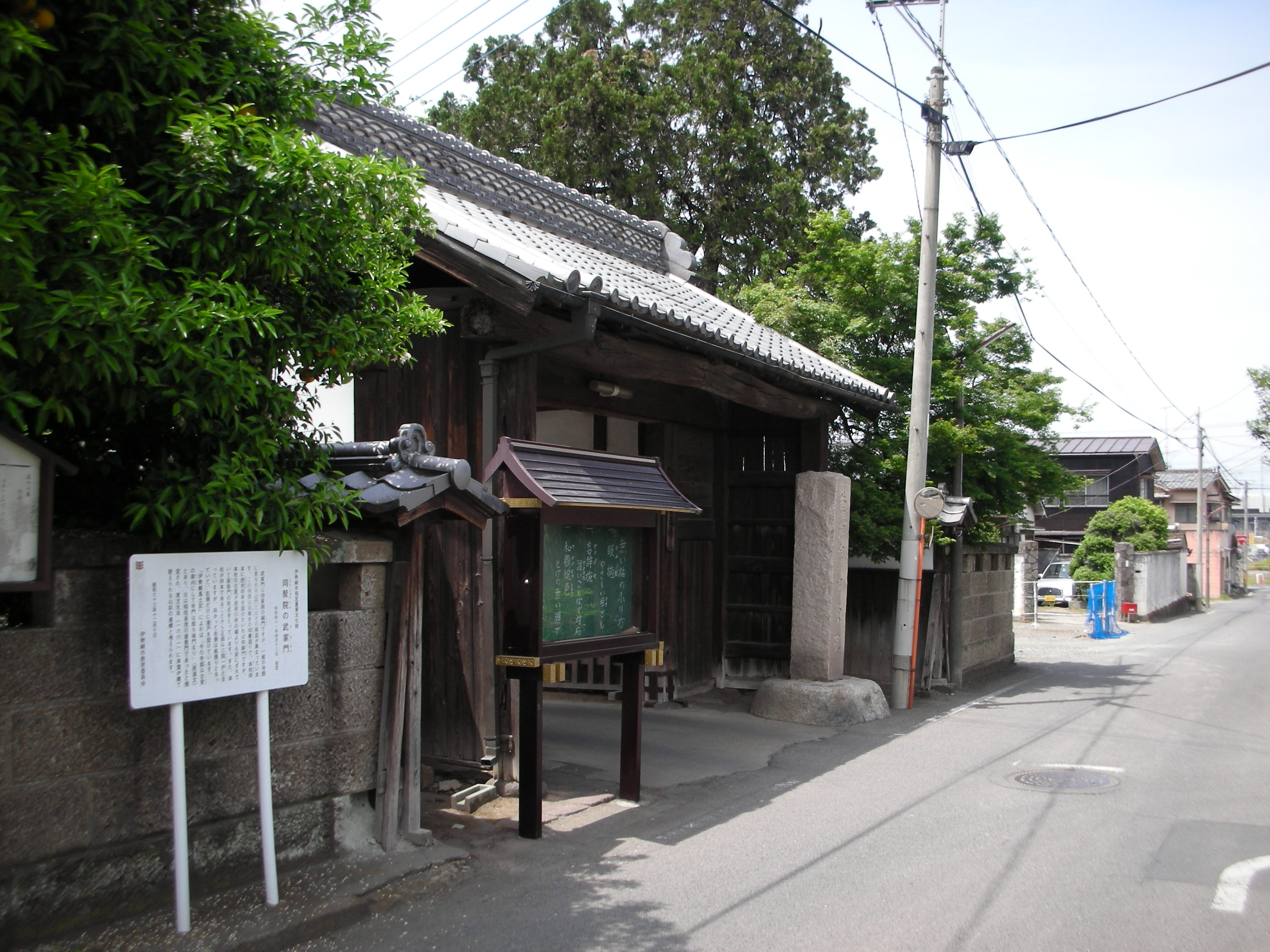
同聚院武家門

伊勢崎陣屋（いせさきじんや）は、群馬県伊勢崎市曲輪町にあった陣屋。伊勢崎藩の藩庁が置かれた。

## 概要
慶長6年（1601年）、当地に封じられた譜代大名稲垣長茂により伊勢崎藩の藩庁として築かれた。稲垣家は2代藩主稲垣重綱の代に転封となり、替わって酒井忠世が封じられたが、忠世が本家前橋藩を継いだため、一時期伊勢崎藩は廃藩となり陣屋も廃止された。その後60年余りして2万石を分けられた酒井忠寛が入り、本家の転封により播磨姫路藩の分家として陣屋が再建された。以降江戸時代末まで維持され、9代忠彰の時、明治維新を迎えた。
現在陣屋敷地は市立北小学校となっている。

## 遺構
同聚院武家門は稲垣長茂が藩主となった時の陣屋門とされ、市の重要文化財に指定されている。
伊勢崎市の重要文化財に指定されている森村家内に、陣屋東端建物の脇口が主屋式台として、陣屋西端の藩主居住部が主屋西側の新座敷として、それぞれ移築され現存する。